# Список 3 (химическое оружие)
Список 3 ОЗХО — перечень химических соединений, приведённый в приложении к Конвенции о запрещении химического оружия. В терминах Конвенции — это вещества, которые можно использовать как химическое оружие или для его получения, но имеющие широкое промышленное применение.
Установки, производящие эти вещества в количествах более 30 тонн в год, должны быть задекларированы и могут инспектироваться в соответствии с Частью VIII «Приложения о Проверках». Существуют ограничения на экспорт этих веществ в страны, не подписавшие Конвенцию о запрещении химического оружия. Примером таких веществ может служить фосген, используемый как химическое оружие, но ещё и являющийся прекурсором в синтезе многих легальных химических соединений, и триэтаноламин, использующийся в производстве как азотистых ипритов (которые могут быть использованы в качестве химического оружия), так и моющих средств.
Как и в других списках, вещества поделены на Часть A, представляющие собой собственно вещества, которые можно использовать как химическое оружие, и Часть B, представляющую собой прекурсоры в синтезе химического оружия.
Вещества, используемые как оружие или используемые для их изготовления и не имеющие или почти не имеющие других применений, перечислены в Списке 1, а имеющие ограниченное мирное применение — в Списке 2 этой конвенции.

## Пояснения для Списка 3
Критерии включения вещества (токсичного химического соединения или прекурсора), не включённого в Списки 1 или 2, в этот список:
- вещество производилось, накапливалось или применялось в качестве химического оружия;
- вещество представляет иным образом риск для предмета и цели конвенции, поскольку оно обладает такой смертоносной или инкапаситирующей токсичностью, а также такими другими свойствами, что оно могло бы быть использовано в качестве химического оружия;
- вещество представляет риск для предмета и цели конвенции в силу того, что оно имеет важное значение при производстве одного или нескольких химикатов, включённых в Список 1 или часть В Списка 2;
- вещество может производиться в больших коммерческих количествах для целей, не запрещаемых по конвенции.

## A: Отравляющие вещества
(1) Фосген: дихлорангидрид угольной кислоты
(2) Хлорциан
(3) Цианистый водород
(4) Хлорпикрин: трихлорнитрометан

## B: Прекурсоры
(5) Хлорокись фосфора
(6) Трёххлористый фосфор
(7) Пятихлористый фосфор
(8) Триметилфосфит
(9) Триэтилфосфит
(10) Диметилфосфит
(11) Диэтилфосфит
(12) Монохлористая сера
(13) Двуххлористая сера
(14) Хлористый тионил
(15) Этилдиэтаноламин
(16) Метилдиэтаноламин
(17) Триэтаноламин